# 小行星9773
小行星9773（英語：9773）是一颗围绕太阳公转的小行星。1993年6月23日，埃莉諾·赫琳在帕洛马山发现了此天体。
这颗小行星的绝对星等为15.48894等。